# Saint-Martin-de-Lansuscle
Saint-Martin-de-Lansuscle (okzitanisch Sent Martin de Lansuscla) ist eine französische Gemeinde mit 192 Einwohnern (Stand 1. Januar 2022) im Département Lozère in der Region Okzitanien.

## Geografie
Das Bergdorf Saint-Martin-de-Lansuscle liegt in den Cevennen im  südlichen Zentralmassiv zwischen Florac und Alès. Auf dem Gebiet der Gemeinde entspringt der Gardon.

## Bevölkerungsentwicklung
| Jahr      | 1962 | 1968 | 1975 | 1982 | 1990 | 1999 | 2010 | 2018 |
| Einwohner | 151  | 135  | 108  | 99   | 102  | 141  | 186  | 190  |